# Rhynchina warreni
Rhynchina warreni là một loài bướm đêm trong họ Erebidae.